# Södermalms IK
Södermalms IK (SIK) är en idrottsförening från Södermalm i Stockholm, grundad 1902. Föreningen var tidigare aktiv inom flera olika sporter, men har med tiden utvecklats till en renodlad skridskoförening. Dess största framgångar har kommit inom löpning och skridskor, där klubben vunnit över 100 SM-tecken. Klubbens sköld tillika dräkter är gröna och vita, dräkterna bär gröna tvärränder. 
Klubben har utmärkt sig som arrangör både av nationella och internationella tävlingar, framför allt inom långdistanslöpning och skridskor. Inom skridskor kan nämnas bland annat VM för damer 1936, EM för herrar 1927, 1931 och 1947, ett 25-tal SM och junior-SM samt många skridskogalor i Vasaparken och på Zinkensdamms IP på 1940- och 1950-talet.

## Historik

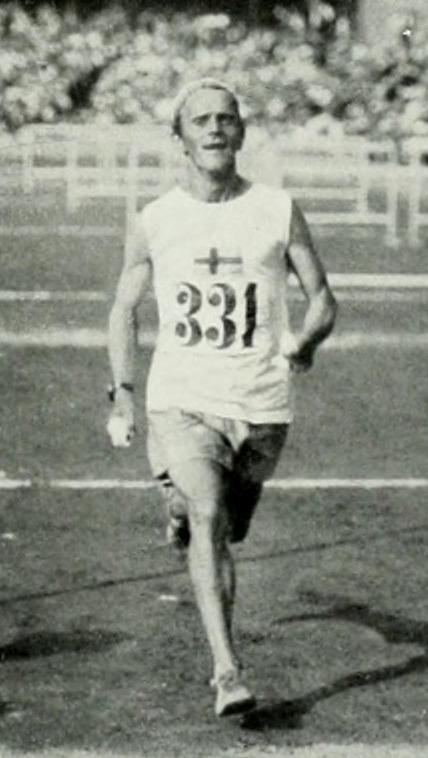
Sigge Jacobsson vid OS 1912.

SIK grundades av sex ynglingar på Café Flaggan på Östgötagatan 10 den 1 april 1902. Dess förste ordföranden var Alex Karlsson, som också ledde klubbens verksamhet under 18 år i olika perioder. Redan de första åren startade klubben sektioner för orientering, fotboll, bandy, friidrott, ishockey och skridskor men även cykel (1923–1928) samt skidor (1915–1920). Klubben hade sin hemvist i Tantolunden på Södermalm i Stockholm. Tidigt i klubbens existens införlivades ungdomsföreningarna Södermalms IF och IK Örnen.
Södermalms IK var tidigt en av de ledande svenska skridskoföreningarna i Sverige och var bland annat initiativtagare till införandet av svenska mästerskap på 5 x 1 000 m 1920. Även inom löpning nådde man tidigt stora framgångar. Vid olympiska spelen i Stockholm 1912 hade SIK fem tävlande som medverkade: Sigfrid "Sigge" Jacobsson (maraton), Alexis Ahlgren (maraton), John Eke (terränglöpning), Mauritz Karlsson (löpning) och Brynolf Larsson (terränglöpning).

## Kända löpare
- Sven Strömberg, svensk mästare på 10 000 meter 1906. Svenskt och skandinaviskt rekord på fem engelska miles 1908.
- Sigfrid "Sigge" Jacobsson, som vann det första SM-guldet i maratonlöpning år 1910 samt satte skandinaviskt rekord på maraton 1911. Han deltog vid OS 1912 i Stockholm och blev där sexa i maratonloppet som bästa europé.
- Mauritz Karlsson, svenskt rekord på 5 000 meter samt på tre engelska miles 1913. Deltog vid OS 1912 i Stockholm.
- Alexis Ahlgren, svenskt rekord på maraton 1913 samt världsrekord på 20 000 m 1912. Segrare den 31 maj 1913 i Polytechnic Marathon i London på världsrekordtid.
- John Eke, Olympisk mästare (lag) samt bronsmedaljör (individuellt) i terränglöpning 1912.

## Kända skridskoåkare

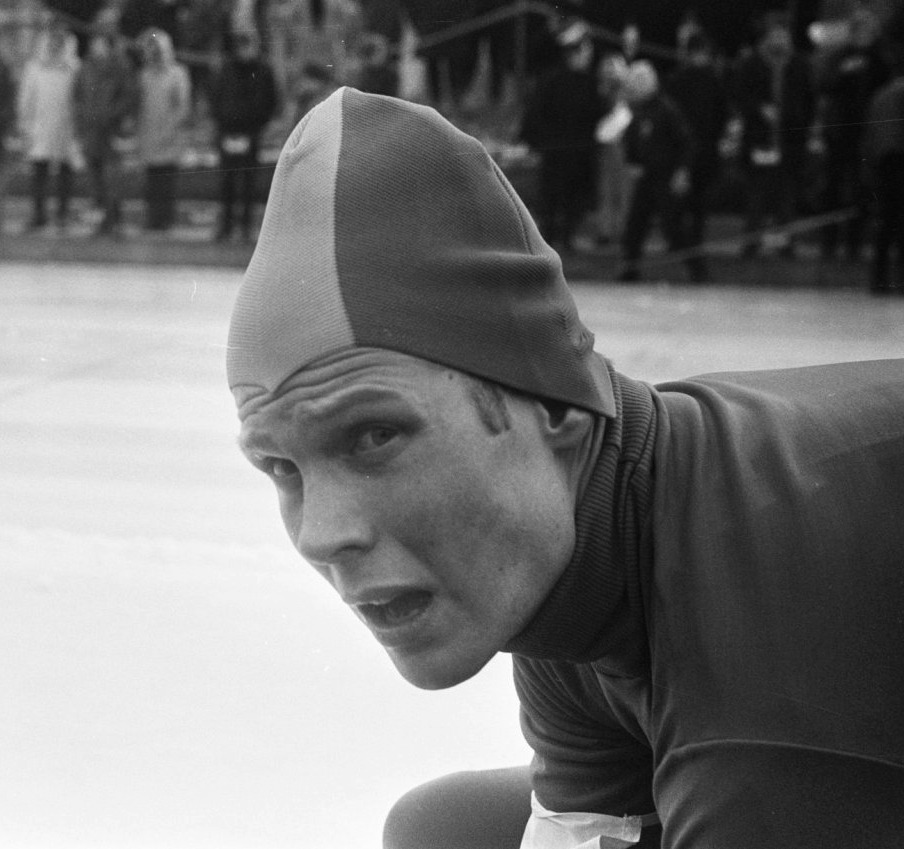
Göran Claeson, 1970.

- Jean Pettersson, deltagare i VM 1908.
- Erik Blomgren, deltog i Olympiska vinterspelen 1924.
- Gustaf Andersson, deltog i Olympiska vinterspelen 1928.
- Arne Johansson (Tevall), framgångsrik i skridskor under 1940-talet och deltog även i Olympiska Spelen i cykel 1952.
- Bengt Malmsten, Olympiska vinterspelen 1952 och 1956.
- Göran Claeson, Olympiska vinterspelen 1968 och 1972, bronsmedalj 1972. Världsmästare 1973.
- Lissa Bengtsson, svenskt rekord 1935, deltagare i VM 1936.
- Maj-Britt Almer, svensk mästare och deltagare i VM 1951, 1952 och 1953.

## Fotboll
SIK:s fotbollssektion leddes av Karl Engman och spelade 1906–1914 i Stockholmsserien, med en andraplats i Klass 1-serien 1913 som främsta placering. 1904 och 1905 spelade de även i svenska mästerskapet, där de slogs ut i första omgången, 1904 av IF Swithiod med 1–4 och 1905 av AIK med 2–4.
Säsongerna 1915–1917 spelade klubben i Östsvenska serien. Säsongen 1916/17 ledde SIK serien vid årsskiftet när fotbollssektionen lades ner. Karl Engman och merparten av spelarna gick vidare till Johanneshofs IF, och året efter gick Johanneshofs upp i Hammarby IF där Engman fortsatte som ledare inom fotbollssektionen.
SIK:s mest kände lagidrottare var Samuel ”Sampo” Bengtsson som gick vidare från klubben till att representera Hammarby IF i såväl fotboll, bandy och ishockey.